# DANTZ
ダンツ（DANTZ）は、日本人DJ/プロデューサーである。
ヨーロッパを始め世界10か国以上出演し、様々な世界的フェスやイベント（ウルトラ・ミュージック・フェスティバル/ADE/MEO SPOT/Mozambique Fashion Week他）等に出演している。

## 略歴
15歳の時にエイフェックス・ツインの音楽に触れ、エレクトロ・ミュージックを聴くようになる。
2006年にアムステルダムのビッククラブ「ESCAPE」で衝撃を受け、ミックステープを送り「ESCAPE」でDJ活動を始める。
オープニングのDJから実績を積み上げ、メインステージにも出演し、サブフロアのプロデュースも任されるようになる。
「ESCAPE」では2年間レギュラー出演し「Amsterdam Dance Event」にも出演。
2009年にファーストシングル『Beyond The Love』をリリース。iTunesダンスチャート3位ランクイン。
2010年に加賀美セイラ をシンガーに迎えて『BRIGHTEST feat. 加賀美セイラ 』をリリース。
2013年に日本で共演したポルトガル出身の有名DJのディエゴ・ミランダの後押しで、ヨーロッパでの活動を再びスタート。
ディエゴ・ミランダの『Can’t Say Goodbye』のリミックスを海外レーベルから初のグローバルリリース。
イギリスのDJマガジン「DJMAG」誌に掲載。
ディエゴ・ミランダとのツアー中に楽曲制作し、2014年にディエゴ・ミランダとの共作『THE MOMENT / SAW TRACK』をリリース。
2014年、クロアチア・ドゥブロニクのクラブ「Culture Club Revelin」の夏フェス「DUEL FES 」にて、世界ランキングにランクインするビッククラブで初めてヘッドライナーとして出演する。
モザンビークにて「Mozambique Fashion Week 2014」のアフターパーティのヘッドライナーとして出演。
2015年、『Memories feat. Bea Valera』をJVCケンウッド・ビクターエンタテインメントからリリースし、日本でメジャーデビュー。
2015年に世界最大級のダンス・ミュージック・フェス“ULTRA EUROPE”へも出演し、ジャンルの壁を超え、世界トップ・クラスのアーティストたちと共演するまでに至る。
2017年、ベトナム×日本 国交イベントISAKURA FES 2017" in ベトナムツアーに出演。
2018年、インドネシア×日本 国交イベント「Festival Indonesia 2018」出演。
2019年「Lemon Soda Music」をRay kirkと共にLos Angelesに設立。
2020年にINgrooves/Universal Music Groupから『Let you Go feat. Ray Kirk, Cat Clark』をリリース。グローバルにメジャーデビューを果たす。

## ディスコグラフィ
- 2009 “Beyond The Love” 2010 BRIGHTEST feat. 加賀美セイラ
- 2010 “Under The Stars E.P.”
- 2011 Ananda Project feat. AK “Heaven is right here (Abfahrt Remix)”
- 2013 Diego Miranda feat. Stephenie Coker “Can’t Say Goodbye (DANTZ Remix)”
- 2014 Diego Miranda & DANTZ “THE MOMENT / SAW TRACK”
- 2014 Cosmo Klein “Diggin For Gold (DANTZ Remix)”
- 2015 "Memories feat. Bea Valera"
- 2015 "Put Your Hands Up"
- 2016 "Heats on Fire "
- 2020 "Let You Go feat.Ray Kirk, Cat Clark"
- 2021 "Good Good  feat.Ray Kirk, Belle"
- 2021 "Let You Go"